# 10 jours sans maman
Série
10 jours encore sans maman
(2023)
Pour plus de détails, voir Fiche technique et Distribution.
10 jours sans maman est une comédie française réalisée par Ludovic Bernard et sortie en 2020.
Il s'agit du remake de la comédie argentine Mamá se fue de viaje sortie en 2017. Une suite, intitulée 10 jours encore sans maman, sort en 2023.

## Synopsis
Antoine Mercier (Franck Dubosc), directeur des ressources humaines d'un magasin de bricolage à Grasse est marié et père de quatre enfants. Son épouse Isabelle (Aure Atika), qui a fait des études de droit, est aujourd'hui une mère au foyer aimante. Lors d'un barbecue avec sa sœur aînée Audrey (Helena Noguerra), elle se rend compte qu'elle a abandonné ses envies de voyage sans mari et enfants depuis très longtemps, et que depuis des années, elle gère tout à la maison pendant qu'Antoine part tranquillement travailler. Ce dernier pense qu'Isabelle est tranquille à la maison une fois les enfants déposés dans leurs établissements scolaires, ignorant totalement la charge mentale de gérer quatre enfants énergiques et leurs emplois du temps respectifs. 
Un soir, Isabelle annonce à Antoine et à ses enfants qu'elle part 10 jours avec sa sœur à Mykonos. Antoine doit alors s'occuper de ses quatre enfants tout en gérant la concurrence de Thierry Di Caprio (Alexis Michalik), jeune arriviste qui convoite comme lui le poste de directeur du magasin.

## Fiche technique
- Titre : 10 jours sans maman
- Réalisation : Ludovic Bernard
- Scénario : Ludovic Bernard et Mathieu Oullion, d'après le film argentin Mamá se fue de viaje d'Ariel Winograd (2017)
- Photographie : Vincent Richard
- Montage : Maryline Monthieux
- Musique : Harry Allouche
- Son : Amaury de Nexon et Jérôme Wiciak
- Chef décorateur: Sébastien Inizan
- Ensembliere: Cecilia Blom
- Costumes : Claire Lacaze
- Producteurs : Dominique Farrugia, Romain Brémond et Daniel Preljocaj
- Sociétés de production : Soyouz Films et Studiocanal
- Société de distribution : StudioCanal
- Budget : 8,94 millions d'euros
- Pays d’origine :  France
- Format : couleur
- Genre : comédie
- Durée : 98 minutes
- Date de sortie :
  - France : 19 février 2020

## Distribution
- Franck Dubosc : Antoine Mercier
- Aure Atika : Isabelle Mercier, épouse d'Antoine
- Alice David : Julia
- Alexis Michalik : Thierry Di Caprio
- Swann Joulin : Arthur Mercier, fils aîné d'Isabelle et d'Antoine
- Violette Guillon : Chloé Mercier, fille cadette d'Isabelle et d'Antoine
- Ilan Debrabant : Maxime Mercier, fils cadet d'Isabelle et d'Antoine
- Evan Paturel : Jojo Mercier, fils benjamin d'Isabelle et d'Antoine
- Karina Marimon : Christiane, assistante d'Antoine
- Gaëlle Jeantet : Maria
- Daniel Martin : Roland Chassagne
- Laurent Bateau : Didier Richaud
- Helena Noguerra : Audrey, sœur ainée d'Isabelle
- Marc Bodnar : Paul, mari d'Audrey
- Françoise Miquelis : La directrice d'école
- Loïc Lacoua : François
- Alexandre Vasques : Le chauffeur de taxi
- Alexis Hitte dit Lahitta : Barman

## Production
Le film sortira en salles le 19 février 2020. 10 jours sans maman est une co-production déléguée Soyouz Films et StudioCanal.

### Tournage
Le tournage du film débute le 13 mai 2019 pour une durée de 8 semaines entre Vaucresson et la région de Grasse.

## Accueil

### Critiques
Les retours du film sont mitigés[réf. nécessaire].
Pour Cnews, le remake du film argentin Mamá se fue de viaje d'Ariel Winograd, sorti en 2017, est une comédie familiale qui aborde, selon le réalisateur, «la rédemption d’un homme, d’un père» qui comprendra peu à peu qu’il passe à côté de l’essentiel de sa vie. «Si je suis friand des gags et des situations comiques, j'aime qu'il y ait autre chose, en filigrane», explique Ludovic Bernard.
Pour La Provence, Franck Dubosc de son registre habituel, qu’il maîtrise à la perfection, promène son personnage de gars hautain mis au pied du mur.  Des histoires convenues à la limite du hors sujet mais qui n’empêchent finalement pas .

### Box-office
10 jours sans maman profite des vacances scolaires pour se classer en deuxième position et réaliser un bon lancement. La comédie de Ludovic Bernard fait le meilleur démarrage français de l’année, avec plus de 540 000 entrées. C’est également le quatrième meilleur résultat, tous films confondus, du début d’année. À noter qu’avec 1 116 spectateurs par copie, le film enregistre également la meilleure moyenne du top 10.
| Pays ou région | Box-office        | Date d'arrêt du box-office | Nombre de semaines |
| -------------- | ----------------- | -------------------------- | ------------------ |
| France         | 1 177 479 entrées | 28 juillet 2020            | 10                 |
| Total mondial  | 9 761 039 $       | -                          | -                  |